# Carl Johan Malmling
Carl Johan Malmling, född 17 april 1862 i Hedemora, död 1947, han var en svensk dragspelstillverkare. Han var bekant med Calle Jularbo.
Enligt Jularbo började Malmling tillverka egna dragspel när han var 23 år gammal.

## Biografi
Malmling föddes 17 april 1862 på Ingvallsbenning i Hedemora. Han var son till arbetaren Johan August Malmling (1826–1877) och Anna Stina Persdotter. Han började arbeta som dräng 1883 hos Anders Jansson i Boda.

### Familj
Malmling gifte sig 1887 med pigan Kristina Larsdotter. 1888 flyttade de till en stuga i Källbäcken. De fick tillsammans åtta barn.

## Produktion
Carl Johan Malmling tillverkade en- och tvåradiga dragspel.